# Henotesia luctuosa
Henotesia luctuosa är en fjärilsart som beskrevs av Charles Oberthür. Henotesia luctuosa ingår i släktet Henotesia och familjen praktfjärilar. Inga underarter finns listade i Catalogue of Life.